# Kent State University
Kent State University (KSU) er et offentligt universitet i byen Kent i den amerikanske delstat Ohio. Universitetet omfatter endvidere syv undervisningssteder ('campuses') i det nordlige Ohio. Universitet blev grundlagt i 1910 som et seminarium, men har siden udvidet undervisningstilbuddene. Kent State University er (pr. 2017) et af de største universiteter i Ohio med et optag på 39.367 studerende på de i alt otte campusses, hvoraf de 28.972 optages på selve universitet i Kent.
I slutningen af 1960'erne i begyndelsen af 1970 var universitet hjemsted for mange aktivister blandt de studerende, der udtrykte stærk modstand mod den amerikanske involvering i Vietnamkrigen. Den 4. maj 1970 dræbte den amerikanske National Guard fire studerende under en demonstration på universitetet, da de åbnede ild mod demonstranterne ved en episode, der benævnes Kent State shootings.

## References
1. ↑  "A History of Kent State University" (PDF). Arkiveret fra originalen (PDF) 31. marts 2019. Hentet 30. marts 2019.
2. ↑  "FlashFacts - Fall 2014" (PDF). Kent State University. 1. november 2014. Arkiveret fra originalen (PDF) 10. september 2015. Hentet 17. september 2015.
3. ↑  "Kent State University at Kent". Carnegie Classifications. Carnegie Foundation for the Advancement of Teaching. 2014. Hentet 25. marts 2017.
4. ↑  "Fifteenth Day Enrollment Statistics". Student Enrollment Data. Kent State University. 14. september 2017. Arkiveret fra originalen 15. september 2017. Hentet 14. september 2017.
5. ↑  Shots Still Reverberate For Survivors Of Kent State, npr.org, 3. maj 2010